# Tobias Bonn
Tobias Bonn (* 5. März 1964 in Bonn) ist ein deutscher Sänger und Schauspieler.

## Leben und Wirken
Seine Schulzeit verbrachte er in Mainz, wo er schon im Kinder- und Jugendtheater des unterhauses spielte. Nach dem Abitur, welches er am Gutenberg-Gymnasium ablegte, studierte er am Konservatorium für Musik und Theater Bern.
Bekannt ist er vor allem als Toni Pfister im Comedy-Trio Geschwister Pfister. Mit Christoph Marti, der den Ursli Pfister spielt, ist er verpartnert. Das Paar lebt gemeinsam in Berlin.
Bonn ist auch gelegentlich als Regisseur tätig, wie zuletzt im Deutschen Theater Göttingen für die deutschsprachige Erstaufführung des Musicals Sisters of Swing, einem Stück über die Geschichte der Andrews Sisters von Beth Gilleland und Bob Beverage.
In der Spielzeit 2009/10 wirkte er am Theater St. Gallen im Schweizer Musical Bibi Balù in der Rolle des Oskar Kurz mit.

## Operetten und Musicals
- 1994 Im weißen Rößl (Leopold) – Berlin, Bar Jeder Vernunft – Regie: Ursli Pfister
- 2005 Cabaret (Clifford Bradshaw) – Berlin, Bar Jeder Vernunft – Regie: Vincent Paterson
- 2005 Wie einst im Mai (Methusalem) – Berlin, Schlossparktheater – Regie: Christian Struppeck und Andreas Gergen
- 2004 Hello, Dolly! (Cornelius Hackel) – Bern, Stadttheater
- 2007 Es muss was Wunderbares sein ... – Wien, Volksoper, Benatzky-Gala moderiert von Christoph Wagner-Trenkwitz